# Чижов Ігор Валерійович
Чижов Ігор Валерійович (3 жовтня 1971 — 27 червня 2014, Київ) — український журналіст, автор документальних фільмів.
Навчався на історичному факультеті Київського педагогічного інституту ім. О. М. Горького (нині національний педагогічний університет ім. М.П. Драгоманова).
Працював в Національній телекомпанії України та на телеканалі «Інтер».
Найвідомішою документальною роботою Ігора Чижова є фільм «Війна без переможців» (2002).
Був автором розважально-пізнавальної програми «Українські мандри», що в 2005 році була визнана переможцем I Всеукраїнського телевізійного конкурсу «Відкрий Україну!» як найкращий телевізійний проєкт про Україну.